# Arkadi Botsjkarjov
Arkadi Andrejevitsj Botsjkarjov (Russisch: Аркадий Андреевич Бочкарёв) (Moskou, 24 februari 1931 - Moskou, 29 maart 1988) was een Russisch basketbalspeler die speelde voor de nationale ploeg van de Sovjet-Unie.

## Carrière
Botsjkarjov begon zijn carrière bij Spartak Moskou in 1951. Na vier jaar ging Botsjkarjov spelen voor de Legerploeg CSKA Moskou (1954-1965). Botsjkarjov werd met CSKA vijf keer landskampioen van de Sovjet-Unie in 1960, 1961, 1962, 1964 en 1965. Ook won Botsjkarjov twee keer de EuroLeague in 1961 en 1963. In 1959 en 1963 werd hij landskampioen van de Sovjet-Unie met RSFSR Moskou. Botsjkarjov won een keer de zilveren medaille voor de Sovjet-Unie op de Olympische Spelen van 1956. Botsjkarjov won twee gouden medailles op de Europese Kampioenschappen in 1957 en 1959. Ook won Botsjkarjov brons in 1955. Kreeg de onderscheiding Meester in de sport van de Sovjet-Unie in 1960.
Op 15 november 2013 werd in de Aleksandr Gomelski Universal Sports Hall CSKA symbolisch het shirt van Arkadi Botsjkarjov met nummer 8 in de bogen van de hal opgehangen.

## Erelijst
- Landskampioen Sovjet-Unie: 7
  - Winnaar: 1959, 1960, 1961, 1962, 1963, 1964, 1965
  - Tweede: 1955, 1956, 1957, 1958
- EuroLeague: 2
  - Winnaar: 1961, 1963
- Olympische Spelen:
  - Zilver: 1956
- Europees Kampioenschap: 2
  - Goud: 1957, 1959
  - Brons: 1955